# Virtualni muzej
Virtualni muzej (koriste se i pojmovi poput web muzej, online muzej, e-muzej) vrsta je muzeja koji postoji samo u virtualnom prostoru (na Internetu). 
Izložbe prikazane u takvom muzeju nije moguće posjetiti u stvarnom svijetu, „one spajaju ono što u stvarnosti iz raznih razloga nije spojivo”. 
Virtualni muzej čini zbirka digitaliziranih slika, crteža, fotografija, zvučnih i video zapisa, novinskih članaka i raznih muzejskih predmeta koji u fizičkom svijetu nisu povezani mjestom na kojemu se nalaze, „ali su na neki način povezani s kontekstom realne baštine na koju upućuju”. 
Virtualni muzej ne posjeduje digitalizirane izloške i upravo zato se razlikuje od muzeja u tradicijskom smislu. Osim razgledavanja i pretraživanja URL adresa na kojima se nalaze virtualni muzeji, posjetitelju je omogućeno i dodavanje sadržaja  i na taj način sudjelovanje u stvaranju samoga virtualna muzeja.
Virtualni muzeji razvili su se od mrežnih stranica stvarnih muzeja kojima je cilj promovirati ih. 
Njihove mrežne stranice prikazuju digitalizirane izloške stvarnih muzeja, opis i podatke pojedinoga eksponata, neke nude i razne obrazovne materijala, te upravne podatke muzeja kao što su radno vrijeme, lokacija, politika muzeja...
Takve se mrežne stranice također ubrajaju u virtualne muzeje.
Razvoj Interneta, multimedijske tehnologije, baza podataka i drugih informacijsko-komunikacijskih tehnologija (ICT) omogućili su postojanje virtualnih muzeja. Digitalna tehnologija uvela je promjene u načinu očuvanja muzejske zbirke, a time i u načinima njihovih prikaza. X-ray imaging i 3D lasersko pretraživanje (eng. 3D laser scanning) neki su od suvremenih načina snimanja muzejskih izložaka koji su omogućili njihov prikaz u virtualnom prostoru.
Digitalizacija muzeja zajednički je projekt nastao udruživanjem snaga i financija muzeja, kulturnih ustanova i vlada diljem svijeta. Cilj takvih projekta jest očuvanje baštine i stvaranje novih izvora informacija, a time i znanja.
Prema nekim istraživanjima[nedostaje izvor], virtualni muzeji privlače više posjetitelja od stvarnih muzeja. 
Studenti i učenici česti su posjetitelji virtualnih muzeja, a osim što ih posjećuju oni stvaraju i vlastite virtualne muzeje. Virtualni muzej moguće je stvoriti koristeći tržišne aplikacije i programe poput Microsoft Worda i Powerpointa, ali i inih besplatno dostupnih softwarea, kao i softwarea otvorenoga koda.
Prednost virtualnog muzeja je u tome što je lako dostupan svakomu s pristupom Internetu.
Također, virtualni muzej se neprekidno razvija dodavanjem novih objekata.
Uz sve svoje prednosti, ne smatra se da će virtualni muzej zamijeniti postojeće, nego ih samo nadopuniti.